# Ties van Veelen
Martinus (Ties) van Veelen (februari 1943) is een Nederlands politicus van het CDA.
Vanaf 1974 zat hij in Velsen in de gemeenteraad en later werd hij daar fractievoorzitter en wethouder. In december 1991 volgde zijn benoeming tot burgemeester van Leerdam. Ruim 13 jaar later, in maart 2005, ging Van Veelen vervroegd met pensioen en in die periode kreeg hij te maken met 13 verschillende colleges. Bij zijn besluit om vervroegd met pensioen te gaan speelde onder andere die onenigheid in de Leerdamse politiek een rol. Na zijn pensionering keerde Van Veelen terug naar de gemeente Velsen.